# Dineke de Groot

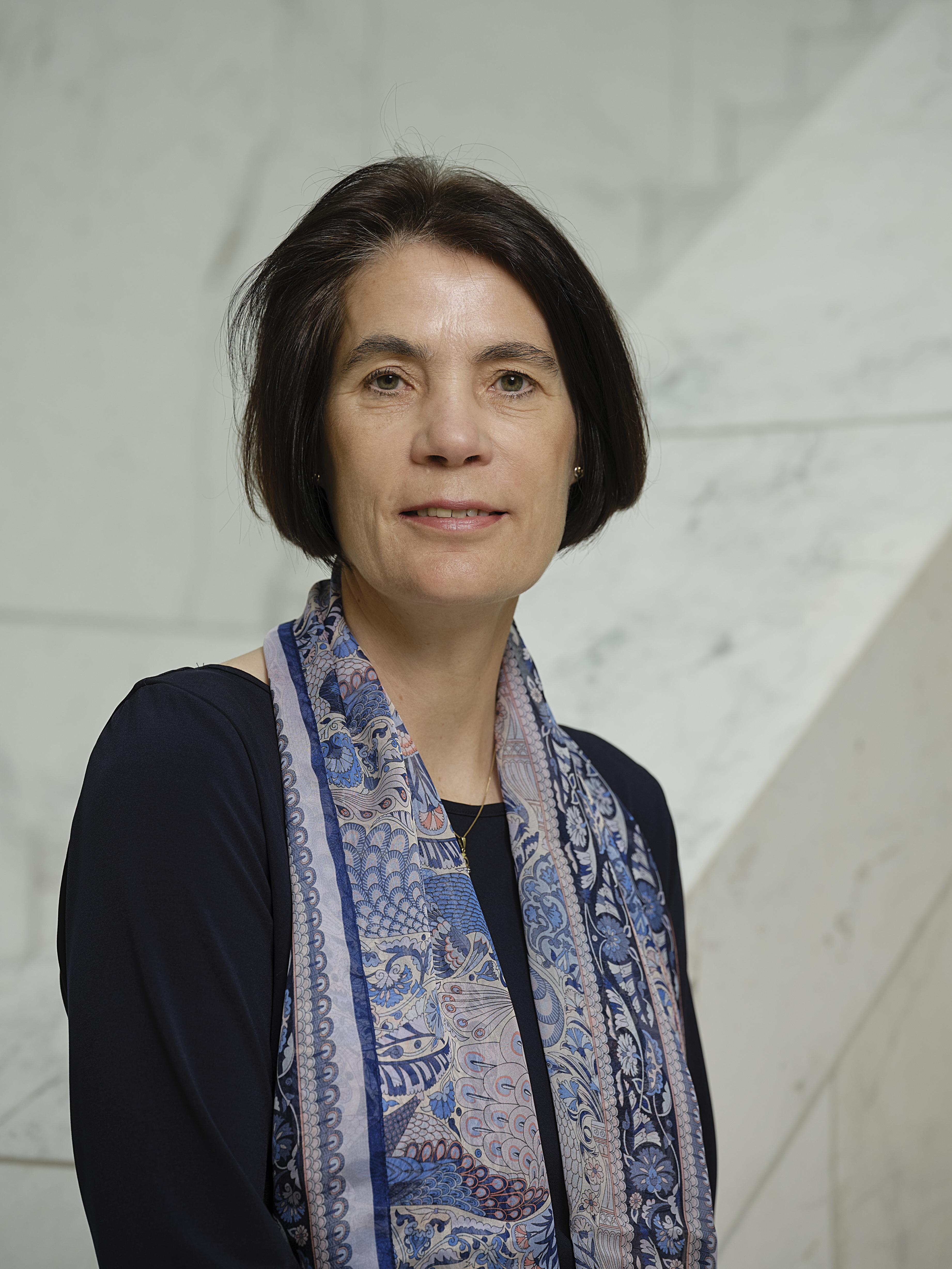
Dineke de Groot (2020)

Gerdineke „Dineke“ de Groot (* 11. Juli 1965 in Haarlem) ist eine niederländische Juristin. Seit 2012 ist sie Richterin am und seit 2020 Präsidentin des Hohen Rates der Niederlande.

## Leben und Wirken
De Groot studierte Rechtswissenschaften an der Vrije Universiteit Amsterdam. Nach ihrem Studienabschluss trat sie als Referendarin in den Justizdienst der Niederlande ein und absolvierte Stationen unter anderem an der Rechtbank von Rotterdam, der Staatsanwaltschaft von Amsterdam und der Rechtsanwaltskammer von Amsterdam. 1997 wurde sie zur Richterin an der Rechtbank von Amsterdam eingesetzt, 2007 stieg sie dort zur Oberrichterin auf. Ab 2008 war sie zudem stellvertretende Richterin am Berufungsgericht von Arnhem. Seit 2011 ist sie zudem außerordentliche Professorin an der Vrije Universiteit Amsterdam.
Zum 1. Februar 2012 wurde sie zum Ratsherren am Hohen Rat der Niederlande ernannt, wo sie in den Abteilungen für Zivilrecht und Steuerrecht eingesetzt wurde. Von Januar 2018 bis 30. Oktober 2020 war sie dessen Vizepräsidentin und stieg durch Ernennung zum 1. November 2020 als erste Frau zu dessen Präsidentin auf. 2023 wurde de Groot von der Universität Tilburg die Ehrendoktorwürde verliehen. Im April 2025 erhielt sie den BeNeLux-Europa-Prijs des BeNeLux-Universitair Centrum.